# コロムビア・ガールズ・コレクション
コロムビア・ガールズ・コレクション（CGC=Columbia Girls Collection）とは、日本コロムビア所属の女性若手・中堅演歌歌手4人で結成された「演歌アイドル」を標榜するユニット。

## 概要
日本コロムビアが2010年10月1日に創業100周年を迎えたことから、その記念企画として南かなこ・出光仁美・松川未樹・三代目コロムビア・ローズ4人で「演歌アイドル」を目指して結成したユニット。
同4月20日にデビュー曲「夢色ラプソディー」が発売され、NHKラジオ第1放送のヘヴィー・ローテーション「ユア・ソング」で同年4月から5月の2ヶ月に渡り放送された。

## ディスコグラフィー
- 「夢色ラプソディー/ふたりの恋あかり」（2011年4月20日発売）

両作品とも作詞:喜多條忠　作曲:水森英夫　編曲:石倉重信
オリコン最高92位

## 出演
- 新・平成歌謡塾（BS朝日　2011年5月よりレギュラーアシスタント）
- さんまのSUPERからくりTV （TBSテレビ 2011年6月12日「芸能人かえうた王 新人予選」）